# Cheryl Dunye
Cheryl Dunye (Monrovia, 13 maggio 1966) è una regista, sceneggiatrice, attrice e produttrice cinematografica liberiana naturalizzata statunitense.
I lavori di Dunye spesso riguardano temi legati a razza, sessualità e genere, in particolare problematiche legate a donne omosessuali nere. È la prima persona nera lesbica a dirigere un lungometraggio, con il suo film del 1996 The Watermelon Woman. Gestisce la casa di produzione Jingletown Films, con sede a Oakland, California.

## Filmografia parziale

### Regista
Cinema
- The Watermelon Woman (1996)
- Il padre di mio figlio (My Baby's Daddy) (2004)
- The Owls (2010)
- Mommy Is Coming (2012)

Televisione
- Stranger Inside - film TV (2001)
- Star - un episodio (2018)
- The Chi - un episodio (2019)
- The Village - un episodio (2019)
- Dear White People - un episodio (2019)
- Queen Sugar - 4 episodi (2017-2019)
- Sacred Lies - 2 episodi (2020)
- All Rise - 3 episodi (2019-2021)
- Delilah - 2 episodi (2021)
- Y - L'ultimo uomo (Y: The Last Man) - 1x09 (2021)
- Claws - 2 episodi (2018-2021)
- 4400 (The 4400) - un episodio (2022)
- Bridgerton - 2 episodi (2022)
- The Umbrella Academy - 2 episodi (2022)

### Sceneggiatrice
- The Watermelon Woman (1996)
- Stranger Inside - film TV (2001)
- Final Breakdown (2002)
- The Owls (2010)
- Mommy Is Coming (2012)

### Attrice
- Strange Weather, regia di Peggy Ahwesh e Margie Strosser (1993)
- The Watermelon Woman, anche regista (1996)
- The New Women, regia di Todd Hughes (2001)
- The Owls, anche regista (2010)
- Mommy Is Coming, anche regista (2012)

### Produttrice
- The Watermelon Woman (1996)
- The Owls (2010)
- Mommy Is Coming (2012)
- La Bamba 2: Hell Is a Drag (2013) - produttore esecutivo
- Queen Sugar - serie TV, 13 episodi (2019)

## Premi
- Berlin International Film Festival
  - 1996: Teddy Award - "Best Feature Film" (The Watermelon Woman)
- Black Reel Awards for Television
  - 2020: "Outstanding Directing, Comedy Series"
  - 2022: "Outstanding Directing, Drama Series"
- Cinema Eye Honors Awards, US
  - 2022: "Cinema Eye Legacy Award"
- Créteil International Women's Film Festival
  - 2002: "Audience Award - Best Feature Film (Meilleur Long Metràge Fiction)", "Special Mention"
- L.A. Outfest
  - 1996: "Audience Award - Outstanding Narrative Feature"
  - 2001: "Audience Award	- Outstanding Narrative Feature"
- Miami Gay and Lesbian Film Festival
  - 2001: "Best Feature"
- San Francisco International Film Festival
  - 2001: "Best Narrative Feature"
- Seattle Queer Film Festival
  - 2001: "Favorite Narrative Feature"